# Flagey (minialbum)
Flagey – szósty minialbum polskiego rapera Taco Hemingwaya, wydany 13 lipca 2018 roku nakładem Taco Corp i Asfalt Records. Początkowo dystrybuowany był tylko na CD jako dodatek do albumu Café Belga. 20 lipca 2018 roku ukazał się jako samodzielne wydawnictwo w formacie digital download i serwisach streamingowych.

## Geneza, nagrywanie i wydanie
Poprzednie solowe nagranie Hemingwaya, minialbum Szprycer z lipca 2017 roku, zebrało negatywne recenzje. Mimo to, EP zadebiutował na pierwszym miejscu listy sprzedaży OLiS, a raper został nagrodzony platynową płytą za sprzedaż 30 tysięcy egzemplarzy na terenie Polski i Fryderykiem w kategorii Album roku – hip-hop. W kwietniu 2018 roku Hemingway i raper Quebonafide, działając w ramach supergrupy Taconafide, wydali wspólny album Soma 0,5 mg i odbyli trasę koncertową Ekodiesel Tour, obejmującą największe hale w Polsce. W dołączonej do płyty książeczce Taco zapowiedział wydanie w tym samym roku dwóch solowych projektów.

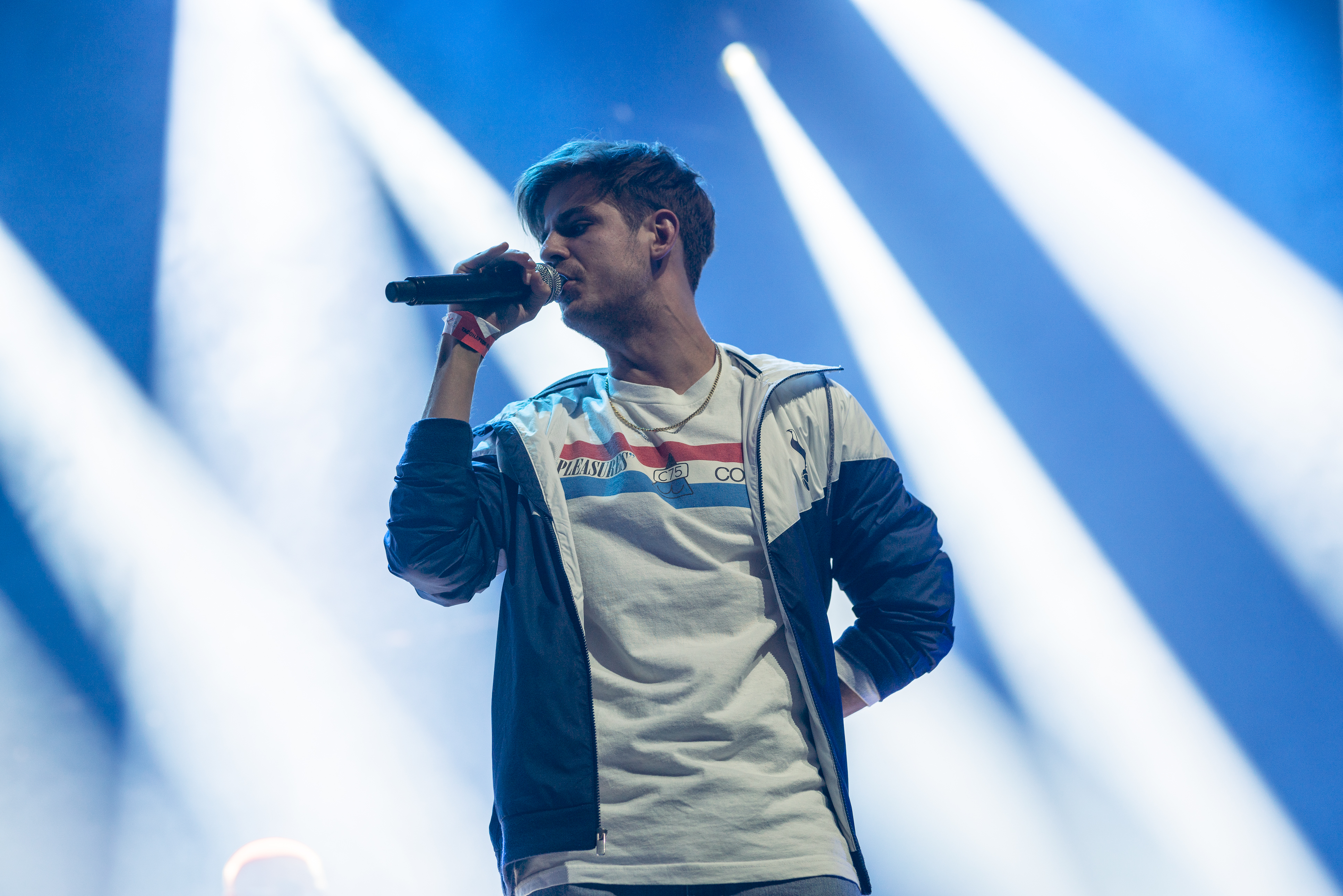
Taco Hemingway podczas koncertu w kwietniu 2018 roku

W styczniu 2018 roku Hemingway rozpoczął nagrania swojego drugiego albumu studyjnego, które odbywały się w warszawskim Studio Nagrywarka. Prace nad wydawnictwem dobiegły końca w czerwcu. Wraz z materiałem na album Café Belga, raper nagrał pięć utworów na minialbum Flagey. Jego tytuł nawiązuje do placu Place Eugène Flagey Brukseli, przy którym znajduje się kawiarnia Café Belga. Produkcją materiału zajęli się wieloletni współpracownicy Hemingwaya, Rumak i Borucci, a także Zeppy Zep. W utworze „Pokédex” wystąpił gościnnie raper Otsochodzi. Oprawę graficzną do fizycznego wydania przygotowali Łukasz Partyka, Sonia Szóstak i Piotr Dudek.
13 lipca 2018 roku odbyła się premiera albumu Café Belga. Flagey został dołączony bonusowo do wydania fizycznego (na CD) i przez pierwsze siedem dni był dystrybuowany tylko w taki sposób. Dopiero 20 lipca, czyli tydzień po premierze, minialbum został wydany w formacie digital download oraz udostępniony w serwisach streamingowych i na kanale Hemingwaya na portalu YouTube.

## Analiza i interpretacja
Według Ani Nicz z portalu Spider’s Web, Flagey został nagrany w tej samej stylistyce, co wydany tego samego dnia album Café Belga. Agata Nowak z serwisu Kulturalne Media zwróciła uwagę na mroczniejszy niż na Café Belga klimat, z kolei Dawid Bartkowski z portalu CGM napisał, że – w przeciwieństwie do Café Belga – Flagey jest „bezideowe i luźne”, a materiał, mimo niedużej liczby utworów, cechuje zróżnicowanie. W tekstach Hemingway porusza tematy takie jak alienacja, depresja i niechęć do społeczeństwa, szczególnie krytykując aspekty popularności. Ponadto, raper stosuje liczne nawiązania popkulturowe.

## Odbiór
Dawid Bartkowski z portalu CGM napisał, że Flagey „pomimo braku wielkich pomysłów i nadzwyczaj dobrych numerów, stanowi sympatyczne uzupełnienie albumu”, a „doskonałe wersy (...) ponownie mieszają się z festiwalem przeciętności”. Krytyk szczególnie pochwalił utwór „Anja”, gościnny udział rapera Otsochodzi i zróżnicowanie muzyczne. Krzysztof Tragarz z serwisu Noizz.pl napisał, że „Flagey naprawdę da się słuchać” i „jest lepiej niż na krążku [Café Belga]”. Kamil Ziółkowski z portalu Hip-hop.pl napisał: „Flagey EP jest mocne. Brzmieniowo trochę jak odrzuty z Umowy o dzieło (...). W tym przypadku to komplement”. Agata Nowak z serwisu Kulturalne Media napisała, że „EP-ka Flagey (...) wydaje się być ciekawsza od Café Belgi. Refreny nie są tu tak śpiewne i irytujące, a całość po prostu przyciąga”.
Fizyczna sprzedaż Flagey odpowiada fizycznej sprzedaży Café Belga, ze względu na bycie dodatkiem do albumu. 26 lipca 2018 roku Café Belga, jako trzecie z rzędu nagranie Hemingwaya (po Szprycerze i Somie 0,5 mg), zadebiutowało na pierwszym miejscu ogólnopolskiej listy sprzedaży OLiS. Notowanie tworzone jest tylko na podstawie sprzedaży fizycznej. Dzień później wytwórnia Asfalt Records poinformowała, że album Café Belga tylko dzięki nośnikom CD osiągnął po dwóch tygodniach od premiery próg odpowiadający złotej płycie – certyfikatowi przyznawanemu przez Związek Producentów Audio-Video (ZPAV) za sprzedaż 15 tysięcy egzemplarzy na terenie Polski. 1 sierpnia ZPAV potwierdził nadanie certyfikatu, zaś 7 października roku przyznał albumowi certyfikat platynowej płyty za sprzedaż 30 tysięcy egzemplarzy. Również w tym przypadku wynik dotyczy tylko sprzedaży fizycznej.

## Lista utworów
| Nr | Tytuł utworu                                | Tekst                            | Produkcja | Długość |
| -- | ------------------------------------------- | -------------------------------- | --------- | ------- |
| 1. | „Bakayoko”                                  | Filip Szcześniak                 | Rumak     | 3:38    |
| 2. | „Pokédex” (z gościnnym udziałem Otsochodzi) | Filip Szcześniak, Miłosz Stępień | Borucci   | 3:34    |
| 3. | „Anja”                                      | Filip Szcześniak                 | Zeppy Zep | 3:09    |
| 4. | „Czarna kawa czeka”                         | Filip Szcześniak                 | Borucci   | 3:29    |
| 5. | „Italodisco”                                | Filip Szcześniak                 | Rumak     | 2:55    |
|    |                                             |                                  |           | 16:45   |

## Personel
Źródła: 

- Filip „Taco Hemingway” Szcześniak – słowa, wokal
- Michał „Zeppy Zep” Będkowski – produkcja muzyczna
- Piotr Dudek – projekt okładki
- Jan Kwapisz – realizacja dźwięku
- Boris „Borucci” Neijenhuis – produkcja muzyczna, dodatkowy wokal
- Łukasz Partyka – projekt okładki
- Maciej „Rumak” Ruszecki – produkcja muzyczna, dodatkowy wokal
- Rafał Smoleń – miksowanie, mastering
- Miłosz „Otsochodzi” Stępień – gościnnie słowa i wokal w utworze „Pokédex”
- Sonia Szóstak – projekt okładki

Nagrań dokonano w Studiu Nagrywarka w Warszawie.